# Осенняя казнь
«Осе́нняя казнь» (кит. трад. 秋決, упр. 秋决, палл. Цю цзюэ) — тайваньский художественный фильм (драма) 1972 года. Режиссёром выступил Ли Син, а сценарий написал Чжан Юнсян. Главные роли в кинофильме исполнили Тан Баоюнь, Оу Вэй, Гэ Сянтин и Фу Бихуэй. Лента входит в список 100 лучших китайских фильмов по версии Гонконгской кинопремии и занимает в нём 85 место.

## Сюжет
Пэй Ган приговорён судьёй к смертной казни за совершение трёх жестоких убийств, несмотря на заявления осуждённого, что эти убийства были актами самообороны. У него есть заботливая бабушка, которая обещает решить любую проблему внука, в том числе вытащить его из тюрьмы. Казнь назначена на следующую осень, благодаря чему у заключённого остаётся ещё около года. За это время бабушка всеми силами пытается помочь внуку.

## В ролях
- Тан Баоюнь[англ.] — Лянь Эр
- Оу Вэй[англ.] — Пэй Ган
- Гэ Сянтин[англ.] — тюремщик
- Фу Бихуэй[кит.] — бабушка
- У Цзяци — Шу Шэн
- Ли Сян[кит.] — Чунь Тао
- Цуй Фушэн[англ.] — начальник уезда
- Хань Су[кит.] — Пэй Шунь
- Чжоу Шаоцин — Син Цао
- Ван Юй — второй дядя
- Чэнь Хуэйлоу[кит.] — вор
- Чэнь Цзю — тюремщик
- Ван Фэй — тюремщик
- Минь Минь — тюремщик
- Вань Цзе — рассыльный
- Ван Юнь — рассыльный
- Лу Чжи — здоровяк
- Ли Миньлан — здоровяк
- Ян Ле — смертник
- Ван Ханьчэнь — смертник
- Сян Ян — крестьянин
- У Янь — крестьянка
- Цзинь Хуэй — мальчик
- Яо Сяочжан — дама

## Съёмочная группа
- Компания: Ta Chung Motion Picture Co.
- Продюсер: Ху Чэндин
- Режиссёр: Ли Син
- Сценарист: Чжан Юнсян[англ.]
- Постановщик боевых сцен: Чэнь Хуэйлоу[кит.]
- Редактор картины: Чэнь Хунминь[кит.]
- Художник-постановщик: Цзоу Чжилян
- Оператор: Лай Чэнъин[англ.]
- Дизайнер по костюмам: Вэн Вэньвэй
- Композитор: Исиро Сайто[англ.]

## Премии
10-й Тайбэйский кинофестиваль Golden Horse (1972) — шесть премий в следующих категориях:
- Лучший художественный фильм
- Лучшая режиссура — Ли Син
- Лучший сценарий — Чжан Юнсян
- Лучшая мужская роль — Оу Вэй
- Лучшая женская роль второго плана — Фу Бихуэй
- Лучшая операторская работа — Лай Чэнъин

Кроме того, фильм был заявлен от Тайваня на премию «Оскар» за лучший фильм на иностранном языке, однако не вошёл в «шорт-лист» номинации.